# Adilson José Pinto
Adilson José Pinto ou simplesmente Adilson (Cruzeiro, 6 de janeiro de 1966) é um ex-futebolista brasileiro que atuava como zagueiro. Chegou a jogar também como lateral-esquerdo e volante. Tem residência fixa em Cruzeiro, no Vale do Paraíba, e faz estágio em Caxias do Sul (RS) para se tornar treinador profissional.

## Carreira
Adilson foi lançado no time profissional do São Paulo em 1986, pelo técnico Cilinho. Defendeu o clube entre os anos 80 e 90. Ainda no início da carreira, assumiu a titularidade na equipe, substituindo o veterano e badalado Oscar, que foi jogar no futebol japonês, e teve como companheiro de zaga o uruguaio Darío Pereyra.
Na temporada de 1991, após conquistar dois títulos paulistas pelo São Paulo (87 e 89), defendeu o Flamengo na Taça Libertadores da América, cedido pelo clube paulista por empréstimo.
No ano seguinte, 1992, Adilson fez parte do vitorioso elenco são-paulino que conquistou o Campeonato Paulista, a Taça Libertadores e o Mundial Interclubes. O beque permaneceu no Morumbi até 1993, ano em que também ajudou o time de Telê Santana a vencer mais uma Taça Libertadores.
Ele teve seu passe negociado com o Guarani, clube que defendeu por dois anos, 1993 e 1994. Depois do Bugre, Adilson atuou no Internacional (por empréstimo em 1994), Bragantino (1995), Juventude/RS (1996, 1997 e 2000), Fluminense (1998) e Paraná Clube (1999). Um de seus últimos times como jogador foi o 15 de Novembro de Campo Bom, no Rio Grande do Sul.

## Títulos
São Paulo
- Campeonato Paulista: 1987 e 1992[1][3]
- Copa Libertadores: 1992,1993[1]
- Copa Europeia/Sul-Americana de 1992[1]